# یارمو آلاتنسیو
یارمو آلاتنسیو (فنلاندی: Jarmo Alatensiö؛ ۹ نوامبر ۱۹۶۳ – ۲۳ آوریل ۲۰۰۳) بازیکن فوتبال اهل فنلاند بود.
از باشگاه‌هایی که در آن بازی کرده‌است می‌توان به اشاره کرد.
وی همچنین در تیم ملی فوتبال فنلاند بازی کرده‌است.